# Kazimierz Zarzycki (aktor)
Kazimierz Zarzycki właśc.  Mikołaj Zagulajew (ur. 21 stycznia 1917 w Petersburgu, zm. 23 września 1999 w Warszawie) – polski aktor teatralny i filmowy pochodzenia rosyjskiego.

## Życiorys
W latach 1937–1939 występował – pod nazwiskiem Zagulajew – w Rosyjskim Studio Dramatycznym w Warszawie. Po zakończeniu II wojny światowej zdał eksternistyczny egzamin aktorski ZASP (1945). Grał kolejno w Teatrze Ziemi Łowickiej (1945), Teatrze im. Stefana Żeromskiego w Kielcach (1945–1947), Miejskich Teatrach Dramatycznych w Warszawie (1947–1948), Teatrze Wybrzeże w Gdańsku (1948–1949), Teatrze Objazdowym ARTOS (1949–1950) oraz Teatrze Współczesnym w Szczecinie (1951–1952). Od 1952 roku związany był głównie ze scenami warszawskimi: występował w Teatrze Ludowym (1952–1963), Teatrze Komedia (1963–1964), Teatrze Współczesnym (1966), Teatrze Powszechnym (1967–1970) oraz Teatrze Narodowym (1969–1970). W tym okresie grał także w Teatrze im. Leona Kruczkowskiego w Zielonej Górze (1965) oraz Teatrze Ziemi Pomorskiej Grudziądzu (1967). Wystąpił także w 16 spektaklach Teatru Telewizji (1968–1988) oraz 12 audycjach Teatru Polskiego Radia (1958–1979).
Został pochowany na cmentarzu prawosławnym w Warszawie przy ul. Wolskiej.

## Filmografia
- Kontrybucja (1966) – żandarm przed bankiem
- Dzieci z naszej szkoły (1968) – dozorca w schronisku dla psów (odc. 5)
- Nie lubię poniedziałku (1971) – kelner
- Awans (1974)
- Czterdziestolatek (1974) – odc. 6
- Moja wojna, moja miłość (1975)
- Polskie drogi (1977) – Dziuba, dozorca domu, w którym mieszka Kuraś (odc. 8-9)
- Zerwane cumy (1979) – artylerzysta
- Tajemnica Enigmy (1979) – generał (odc. 1)
- Przyjaciele (1979) – Stanisław Kopczyński, dyrektor szkoły
- Punkt widzenia (1980) – kierownik w oddziale ZUS (odc. 1-2)
- Życie Kamila Kuranta (1982) – stróż Hilary (odc. 2)
- Dom (1982) – mężczyzna w barze (odc. 10)
- Lato leśnych ludzi (1984) – kombatant
- Zmiennicy' (1986) – dróżnik (odc. 5)
- Śmieciarz (1987) – odc. 2
- Rzeka kłamstwa (1987) – ksiądz (odc. 1)
- Ballada o Januszku (1987) – sprzedawca w sklepie AGD (odc. 2)
- W labiryncie (1989) – kompozytor Jerzy Maria Podolecki (odc. 42)